# 緑 (大阪市)
緑（みどり）は、大阪府大阪市鶴見区にある町名。現行行政地名は緑一丁目から緑四丁目。

## 地理
鶴見区の北西部に位置し、南に鶴見、南東に横堤、北に旭区新森、西に城東区古市、東に守口市と接している。

## 歴史
1974年の鶴見区発足時に、旧：城東区両国町、別所町、古市の大阪内環状線（現：国道479号）以東をもって誕生した町名で、町域の一部が鶴見緑地に含まれることに由来する。

## 世帯数と人口
2019年（令和元年）9月30日現在の世帯数と人口は以下の通りである。
| 丁目     | 世帯数    | 人口    |
| -------- | --------- | ------- |
| 緑一丁目 | 1,316世帯 | 2,692人 |
| 緑二丁目 | 617世帯   | 1,680人 |
| 緑三丁目 | 709世帯   | 1,638人 |
| 緑四丁目 | 212世帯   | 449人   |
| 計       | 2,854世帯 | 6,459人 |

### 人口の変遷
国勢調査による人口の推移。
| 1995年（平成7年）  | 5,712人 | [ 5 ] |  |
| 2000年（平成12年） | 5,669人 | [ 6 ] |  |
| 2005年（平成17年） | 5,800人 | [ 7 ] |  |
| 2010年（平成22年） | 6,099人 | [ 8 ] |  |
| 2015年（平成27年） | 5,976人 | [ 9 ] |  |

### 世帯数の変遷
国勢調査による世帯数の推移。
| 1995年（平成7年）  | 2,148世帯 | [ 5 ] |  |
| 2000年（平成12年） | 2,227世帯 | [ 6 ] |  |
| 2005年（平成17年） | 2,305世帯 | [ 7 ] |  |
| 2010年（平成22年） | 2,495世帯 | [ 8 ] |  |
| 2015年（平成27年） | 2,398世帯 | [ 9 ] |  |

## 学区
市立小・中学校に通う場合、学区は以下の通りとなる。なお、小学校・中学校入学時に学校選択制度を導入しており、通学区域以外に鶴見区にある小学校・中学校から選択することも可能。
| 丁目     | 番   | 小学校                 | 中学校             |
| -------- | ---- | ---------------------- | ------------------ |
| 緑一丁目 | 全域 | 大阪市立みどり小学校   | 大阪市立緑中学校   |
| 緑二丁目 | 全域 | 大阪市立みどり小学校   | 大阪市立緑中学校   |
| 緑三丁目 | 全域 | 大阪市立みどり小学校   | 大阪市立緑中学校   |
| 緑四丁目 | 全域 | 大阪市立新森小路小学校 | 大阪市立旭東中学校 |

## 事業所
2016年（平成28年）現在の経済センサス調査による事業所数と従業員数は以下の通りである。
| 丁目     | 事業所数  | 従業員数 |
| -------- | --------- | -------- |
| 緑一丁目 | 121事業所 | 924人    |
| 緑二丁目 | 37事業所  | 565人    |
| 緑三丁目 | 66事業所  | 663人    |
| 緑四丁目 | 24事業所  | 156人    |
| 計       | 248事業所 | 2,308人  |

## 交通
- 国道163号
- 国道479号
- 大阪府道159号平野守口線

## 施設
- 大阪市立鶴見商業高等学校
- 大阪市立みどり小学校
- 関目自動車学校
- 金剛寺 - 念法眞教の総本山。
- 念法眞教本部
- 念法幼稚園
- ジョーシン鶴見店

## その他

### 日本郵便
- 〒538-0054[3]（集配局：大阪城東郵便局[13]）